# Acapulco, dušom i tijelom
Acapulco, dušom i tijelom (izvornog naziva Acapulco, cuerpo y alma) je meksička telenovela napisana od strane Joséa Alberta Castra. Riječ je o preradi popularne meksičke telenovee Tu o Nadie (Ti ili nitko) iz 1985. godine u kojoj su glavne uloge tumačili Lucia Méndez, Andrés García i Salvador Pineda.

## Sinopsis
U prelijepim krajolicima mjesta Acapulco, razvit će se ljubav između Davida Montalva i Lorene Garcije. David je veliki nasljednik očeva bogatstva. Za Marcela de Marisa, to je veliki gubitak. Marcelo je Elenin sin, sin druge žene Davidova oca. On je oduvijek osjećao mržnju i zavist prema svom polubratu, te je oduvijek želio naslijediti Davidovo bogatstvo. Njegov plan je ubiti Davida i oženiti se prelijepom Lorenom, koja živi u Zihuataneju, zajedno sa sestrom Julijom i ocem Aurelijem. Julijina obitelj drži restoran. Marcelo će pokušati ubiti Davida tako da će onesposobiti helikopter kojim David putuje na sastanke. Tako bi, kad David umre, Lorena postala Davidova udovica i Marcelo bi se oženio njome radi stečenog bogatstva. No, plan mu se izjalovi. David preživi nesreću i ponovno sreće Lorenu. Tada nastaje rivalstvo između dvoje polubraće, no ovog puta ne samo zbog bogatstva, već i zbog ljubavi prema istoj ženi.

## Zanimljivosti
- Telenovela se u Hrvatskoj prikazivala od 14. travnja. 1997. do 21. studenog. 1997.
- Acapulco, dušom i tijelom ima i svoju američku verziju - telenovelu Acapulco Bay.
- Telenovela je izdana na DVD-u tvrtke Alter Films, u skraćenom izdanju na 2 DVD-a.
- U malenoj ulozi, Aideine prijateljice se pojavila i pjevačica i glumica Aracely Arambula, ujedno i žena meksičkog pjevača Luisa Miguela.
- Naslovnu pjesmu serije Cuerpo y alma interpretirala je glavna glumica Patricia Manterola.
- Krajem 2008. godine pojavila se glasina na stranim forumima kako redateljica Carla Estrada planira napraviti novu verziju ove telenovele. U siječnju 2009. ta vijest je potvrđena na stranicama meksičkog esmas.com. Nova verzija telenovele zvala se Magična privlačnost, a u njoj su glavne uloge tumačili William Levy i Jacqueline Bracamontes.

## Uloge
| Glumac/ica             | Lik                |
| ---------------------- | ------------------ |
| Patricia Manterola     | Lorena Garcia      |
| Saúl Lisazo            | David Montalvo     |
| Guillermo Garcia Cantu | Marcelo de Maris † |
| Chantal Andere         | Aide               |
| Karla Álvarez          | Julia Garcia       |
| Elsa Aguirre           | Elena Montalvo †   |
| Cecilia Gabriela       | Cynthia Montalvo   |
| Patricia Navidad       | Clara              |
| Fernando Balzaretti    | Aurelio Garcia     |
| Manuel "Flaco" Ibanez  | Teodoro            |
| Rosángela Balbó        | Claudia            |
| Leticia Perdigon       | Rita               |
| Adriana Lavat          | Liliana            |
| Tomas Goros            | German             |
| German Gutierrez       | Pablo              |
| Eduardo Rivera         | Oscar              |
| Julio Urreta           | Rosendo            |
| Lucha Moreno           | Cleo               |
| Julio Vega             | Felix              |
| Marcelo Cezan          | Enrique            |
| Sofia Vergara          | Irasema            |
| German Bernal          | Raul               |
| Zamorita               | Goyo               |
| Kala                   | Ronaldo            |
| Rosita Bouchot         | Dora               |
| Edi Xol                | Arturo             |
| Alfredo Leal           | Ricardo            |
| Dolores Bodokito       | Mariela            |
| Alejandra Espejo       | Elvira             |
| Andrea Noli            | Sandra             |

### Gostujuće uloge
| Glumac/ica       | Lik                  |
| ---------------- | -------------------- |
| Juan Soler       | Humberto †           |
| Aracely Arambula | Aideina prijateljica |
| Mario Cimarro    | Aidein ljubavnik     |

## Vanjske poveznice
- Uvodna špica telenovele